# Salvation (bài hát của Gabrielle Aplin)
"Salvation" là đĩa đơn của nữ ca sĩ kiêm sáng tác nhạc người Anh Gabrielle Aplin. Nó được chính cô cùng Joel Pott sáng tác và được Mike Spencer tham gia sản xuất. Bài hát được phát hành dưới dạng đĩa đơn thứ 5 trích từ album đầu tay của cô mang tên English Rain (2013) vào ngày 12 tháng 1 năm 2014 thông qua hãng Parlophone. Bài hát này chỉ đạt đến vị trí thứ 122 trên UK Singles Chart và ở vị trí thứ 60 tại Úc.

## Video âm nhạc
Một video âm nhạc cho "Salvation" được phát hành vào ngày 2 tháng 12 năm 2013 với độ dài 4 phút 6 giây.

## Danh sách bài hát
| Tải nhạc số | Tải nhạc số | Tải nhạc số |
| STT         | Nhan đề     | Thời lượng  |
| ----------- | ----------- | ----------- |
| 1.          | "Salvation" | 4:10        |

## Trên các bảng xếp hạng

### Xếp hạng tuần
| Bảng xếp hạng (2014)                     | Thứ hạng cao nhất |
| ---------------------------------------- | ----------------- |
| Australia (ARIA)                         | 60                |
| UK Singles (The Official Charts Company) | 122               |

## Lịch sử phát hành
| Quốc gia | Ngày phát hành      | Định dạng   | Nhãn thu âm |
| -------- | ------------------- | ----------- | ----------- |
| Anh Quốc | 12 tháng 1 năm 2014 | Tải nhạc số | Parlophone  |